# Емил Кременлиев
Емил Георгиев Кременлиев е български футболист, национал.

## Кариера
Юноша на Славия София, играе като десен бек, но се справя и отляво. Започва футболната си кариера в Славия София, където играе от 1989 до 1993. Има 79 мача и 1 гол за Славия. През 1993 преминава в Левски София до лятото на 1997, с изключение на един полусезон под наем през пролетта на 1996 в Олимпиакос Гърция. За Левски София има 92 мача и 5 гола. През лятото на 1997 преминава в ЦСКА, като заема титулярното място, а впоследствие и капитанската лента на отбора и изиграва 119 мача с 2 гола, през пролетта на 2001 отива в Унион Берлин Германия, а от 2001 до 2002 е в Спартак Варна. След това играе в Марек Дупница през 2002 и Конелиано Герман през 2003, а от 2003 е в Казичене, където и прекратява кариерата си през 2007. Шампион на България през 1993/1994 и 1994/1995 с отбора на Левски София. Вицешампион през 1989/90 със Славия и през 1999/00 с ЦСКА. Бронзов медалист през 1990/91 със Славия и през 1997/98 с ЦСКА. Носител на националната купа през 1993/94 с Левски и 1998/99 с ЦСКА. В евротурнирите има 28 мача и 1 гол (2 мача за ЦСКА и 4 за Левски в КЕШ, 12 мача и 1 гол за ЦСКА, 6 за Левски и 4 за Славия в УЕФА). Финалист за купата на Германия с Унион.
За националния отбор дебютира на 8 септември 1993 срещу Швеция 1:1 в София. Бронзов медалист от Световното първенствов САЩ през 1994, където играе 5 мача. Общо има 25 мача за националния отбор. Участник на Европейското първенство през 1996 в Англия, играе в 1 мач.
Президент на ФК Казичене. Спортен директор на Арда Кърджали от лятото на 2017 до началото на март 2019.